# Mirosternus konanus
Mirosternus konanus là một loài bọ cánh cứng thuộc họ Ptinidae.